# Touche d'insertion
 (octobre 2007).
Si vous disposez d'ouvrages ou d'articles de référence ou si vous connaissez des sites web de qualité traitant du thème abordé ici, merci de compléter l'article en donnant les références utiles à sa vérifiabilité et en les liant à la section « Notes et références ».
Pour les articles homonymes, voir Ins.

Touches de défilement sur un clavier français

La touche d'insertion, notée Inser ou Insert ou parfois abrégée en Ins, est répandue sur la plupart des claviers informatiques. Son utilisation principale est le basculement entre deux modes d'entrée du texte : « insertion » et « refrappe » (ou « remplacement »).

## Les modes de frappe du texte

### Mode insertion
En mode « insertion » les caractères tapés sont insérés à l'emplacement du curseur. C'est le mode le plus couramment utilisé dans la saisie, et utilisé par défaut :
Exemple (le symbole | désigne le curseur) :
un cha|meau
En tapant les lettres 'L' et 'U' cela donnera :
un chalu|meau

### Mode refrappe
En mode « refrappe », chaque nouveau caractère écrit remplace un caractère existant, celui situé juste à droite du curseur :
Exemple :
un cha|meau
En tapant sur la lettre 'P' cela donnera :
un chap|eau

## Historique

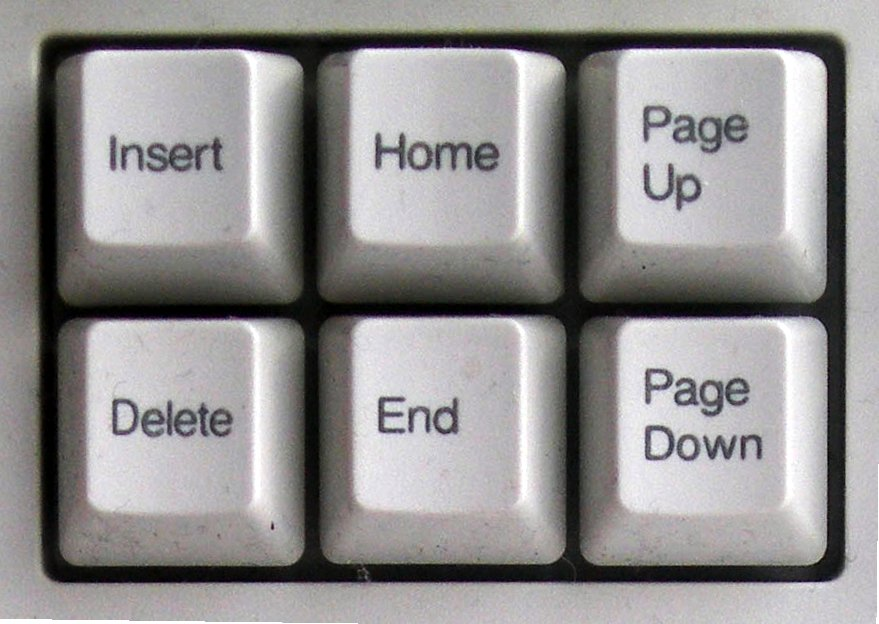
Touche "insertion", "Home" "Page up", "Delete", "End", "Page Down"

La touche est apparue, comme sa voisine Suppr, sur le clavier dit « étendu » à 102 touches d'IBM en 1986.
Vers 1984, le MO5 était également doté d'une toucher insertion et d'une touche effacement.
C'est le mode refrappe qui était celui par défaut dans les premiers systèmes d'exploitation en ligne de commande, ce qui explique le nom de la touche : elle permettait de passer en mode insertion.
De nos jours, certains systèmes et logiciels n'utilisent presque plus le mode refrappe, et la touche Inser a ainsi parfois d'autres fonctionnalités, comme l'appel de l'aide sur les Macintosh. Certaines combinaisons de touche comme fn retour peuvent fonctionner sur certains Mac, sinon les logiciels offrent souvent cette fonctionnalité; ainsi sous Word 2011 pour Mac, il faut aller dans Préférences, Éditer puis cocher la case Mode Refrappe et il est possible d'installer cette bascule Refrappe/Insertion dans une barre de menus pour un usage plus aisé.
Sous Microsoft Windows, la touche d'insertion peut être utilisée en combinaison avec les touches Ctrl et Shift pour les opérations de copier-coller. Ce comportement est hérité du standard Common User Access et était utilisé par exemple par certaines applications MS-DOS dans lesquelles les raccourcis Ctrl+C et Ctrl+V n'existaient pas.

## Emplacement de la touche
Sur la plupart des claviers, Inser se trouve en haut à droite de la zone de frappe des lettres, à gauche de Suppr. Inser et Suppr font partie des touches dites d'édition, avec début de ligne (↖), fin de ligne (Fin), page précédente et page suivante (⇞ et ⇟).

## Dans les logiciels
- Dans la plupart des systèmes, la combinaison de touches Ctrl+Inser sert à copier et Maj+Inser sert à coller dans les opérations de copier-coller.

- Dans l'éditeur de texte vi, l'insertion est ce qui permet de passer du mode commandes au mode écriture. Sur ce programme, une action sur la touche i ou Inser, en mode commandes, permet de passer en mode insertion. Le retour au mode commandes se fait par la touche Échap ou suppr.
- Sur Call Of Duty Modern Warfare (2019) sur le mode de jeu nommé Warzone, la touche d'insertion permet d'activer un logiciel de triche.